# ФК „Хамаркамератене“
Хамкамератене (на норвежки: Hamarkameratene), или просто Хам-Кам или ХамКам, е норвежки футболен клуб, базиран в град Хамар. Играе мачовете си на стадион „Брискеби Арена“ с капацитет 8068 зрители.

## Успехи
- Първа дивизия (1963 – 1990) / Типелиген: (Висша лига)
  -  Трето място (1): 1970
- Купа на Норвегия:
  - 1/2 финалист (6): 1969, 1970, 1971, 1973, 1987, 1989
- ОБОС-лига: (Второ ниво)
  -  Шампион (2): 2003, 2021
- Втора дивизия: (Трето ниво)
  -  Шампион (2): 2010 (група 4), 2017 (група 1)